# كاستاراس
بلدية كاستاراس (بالإسبانية: Cástaras) هي بلدية تقع في مقاطعة غرناطة التابعة لمنطقة أندلوسيا جنوب إسبانيا.

## الديموغرافيا
بلغ عدد سكان بلدية كاستاراس 277 نسمة عام 2011 (وفقاً للمعهد الوطني الإسباني للإحصاء).
| 328 | 310 | 273 | 251 | 273 | 268 | 277 |